# NGC 4352
NGC 4352 (другие обозначения — UGC 7475, MCG 2-32-23, ZWG 70.44, VCC 698, PGC 40313) — линзообразная галактика (S0) в созвездии Дева.
Галактика сильно наклонена к картинной плоскости и не имеет бара. Светимость балджа составляет 71% её полной светимости, однако если предположить, что во внешних областях излучение создаётся не балджем, а диском, то эта оценка снизится до 25—35%. По своим параметрам, возможно, похожа на NGC 4638. Также её можно считать похожей на менее крупную, более развёрнутую плашмя, с меньшим вкладом балджа в светимость версией NGC 3115.
Этот объект входит в число перечисленных в оригинальной редакции «Нового общего каталога».